# Ольстерський цикл
Ольстерський цикл (ірл. an Rúraíocht), раніше відомий як «Цикл Червоної гілки», — один із чотирьох великих циклів ірландської міфології. Сукупність середньовічних ірландських героїчних легенд та саг про традиційних героїв Уладу на території сучасного східного Ольстеру та північного Ленстера, зокрема в округах Арма, Даун і Лаут, що відбувались приблизно до I століття.

## Історії Ольстерського циклу
Історії ольстерського циклу розгортаються в часи правління короля Кончобара Мак Несси, який править Уладом з Емайн-Маха (зараз — форт Наван поблизу Арма). Найвидатніший герой циклу — племінник Кончобара, Кухулін. У легендах Улади найчастіше конфліктують з кланом Коннахту, який очолює королева Медб та її чоловік Ейлілл, а також з їхнім союзником — Фергюсом Мак Роїхом, королем Уладів у вигнанні. Найдовша і найважливіша історія циклу — «Викрадення бугая з Кулнья» або «Набіг на худобу Кулі», де Медб збирає величезну армію, для того аби вторгнутись на півострів Кулі та вкрасти призового бика Улада, Донна Куайнджа. Їй протистоїть лише сімнадцятирічний Кухулін. У «Майо Таін», Таін Бо Флідхаіс — біла корова, відома як «Маол», яка є привабливою твариною, оскільки може дати за одне доїння достатньо молока, аби прогодувати цілу армію. Найвідомішою історією циклу є трагедія «Дейрдра», яка є джерелом п'єс Вільяма Батлера Єйтса та Джона Міллінгтона Сінга. Решта історій розповідають про народження, залицяння та смерть героїв та про конфлікти між ними.
Історії написані давньо- та середньоірландською мовою, переважно прозою, з епізодичним вкрапленнями віршованих уривків. Вони зберіглися в рукописах XII–XV століть, але в багатьох випадках текст є набагато старішим. Мова найдавніших оповідань датується VIII століттям, а події та персонажі згадуються у віршах, що датуються VII століттям. Тон написання — лаконічний, насильницький, іноді комічний і, здебільшого, реалістичний, хоча час від часу в сюжет втручаються надприродні сили. Зокрема, Кухулін володіє надлюдськими бойовими здібностями, що є результатом його напівбожественного походження, і коли він викликає своє бойове шаленство (риастрад), то перетворюється на невпізнаного монстра, який не розпізнає ні друга, ні ворога. Явні божества, такі як Луг, Морріган, Енгус і Мидир також час від часу неспадівано з'являються у сюжеті.
На відміну від більшості ранніх ірландських історичних традицій, які представляють Стародавню Ірландію як більшістю об’єднану за часів Верховних Королів, Ольстерський цикл зображує країну без дієвої центральної влади, поділену на місцеві та провінційні королівства, які часто воюють між собою. Зображена цивілізація є язичницькою, пасторальною, керованою воєнною аристократією. Зв'язки між аристократичними сім'ями закріплюються вихованням дітей один одного, а багатство вимірюється кількістю худоби. Війна в основному проходить у вигляді диких набігів або поодиноких боїв між чемпіонами на переправах. Діяльність героїв іноді обмежена релігійними табу, відомими як гейс.

## Хронологія
Прийнято вважати, що події циклу відбуваються приблизно за часів Ісуса Христа. Історії про народження та смерть Кончобара за часом синхронізовані з народженням та смертю Христа, а Книга захоплень датує «Викрадення бугая з Кулнья» та життя Кухуліна до часів правління Верховного короля Конайре Мора, який був сучасником римського імператора Октавіана Августа (27 до н. е. — 14 рік н.е.). Деякі оповідання, включаючи «Таїн», згадують Кейрбр Ніа Фер як короля Тари, маючи на увазі, що на той час не було Верховного Короля Ірландії.
Присутність Коннахтів, як ворогів Улаїда є очевидним анахронізмом: за традицією, Коннахт був нащадком Конн Цетхатах, який, як вважається, жив на кілька століть пізніше. Пізніші історії використовують назву «Койсед ол нЕхмах», попередню назву провінції Коннахт, щоб обійти цю проблему. Однак хронологія ранньої ірландської історичної традиції є штучною спробою християнських ченців синхронізувати місцеві традиції з класичною та біблійною історією, і цілком можливо, що реальні війни між уладами та коннахтами були хронологічно неможливими.

## Історичність
Разом з Книгою захоплень, елементи Ольстерського циклу протягом багатьох століть вважалися історичними в Ірландії, а давність цих записів була предметом політизованих дебатів. Сучасні вчені зайняли більш критичну позицію.
Деякі вчені XIX і початку XX століть, такі як Юджин О'Керрі та Куно Меєр, вважають, що оповідання та персонажі Ольстерського циклу є по суті історичними. Т. Ф. О'Рахіллі схильний вважати, що оповідання цілком міфічні, а герої — євгемеризовані боги. Ернст Віндіш вважає, що цей цикл, хоча і є переважно уявним, містить мало від справжнього міфу. Елементи легенд нагадують класичні описи кельтських суспільств у Галлії, Галатії та Британії. Воїни борються на мечах, списах та з щитами, а також їздять на колісницях з двома кіньми, якими керують умілі поводирі, завербовані з нижчих верств населення. Воїни відрізають та зберігають голови вбитих ворогів та вихваляються своєю доблестю на бенкетах, причому найсміливіші нагороджуються «курамідіром» («порцією чемпіона»), найкращою частиною впольованого звіра. Королі радяться з друїдами (староірландські друї, множина друїд), а поети мають великий вплив та привілеї. Ці елементи змусили вчених, таких як Кеннет Х. Джексон, прийти до висновку, що історії ольстерського циклу зберегли аутентичні кельтські традиції дохристиянської залізної доби. Інші вчені оскаржують такий висновок, підкреслюючи подібність з ранньосередньовічним ірландським суспільством та імовірний вплив класичної літератури, розглядаючи ймовірність того, що оповідання можуть містити справді старовинний матеріал з усних переказів. Джеймс Патрік Меллорі виявив, що археологічні записи та лінгвістичні свідчення загалом спростовують залишки історій залізної доби в ольстерському та міфологічному циклах, але підкреслюють посилання на «Трасу Корлеа» у більш ранніх варіантах Сватання Етайн, як помітний виняток.
Ймовірно, що найдавніші прошарки оповідань — це ті, що стосуються складних стосунків між Уладом та Ерайнами, що репрезентовані у Ольстерському циклі «Ку Рої» та Кланом Дедад, а пізніше — Конайре Мором. Це було відзначено ще Еойн МакНейлл, та іншими вченими, які стверджували, що історичний Улад, у вигляді Дал Фіатах, був пов'язаний з Кланом Дедад. Пізніше Т. Ф. О'Рахіллі дійшов висновку, що Улад насправді є частиною Ерайну. Деякі ераїни, йомвірно, були могутніми королями Тари, з другим центром влади у втраченому зараз Темаїр Луахрі «Покинутій Тарі», що розташовувалась у Західному Мюнстері, де відбуваються деякі події Ольстерського циклу. Крім того, можна відзначити, що кілька невеликих циклів легенд, пов'язаних з раннім домінуванням Ерайна в Ірландії, часто можуть бути схожі на більшість казок Ольстерського циклу за змістом. Це проявляється якщо не в їх остаточній формі, то у до-християнських варіантах. Деякі з них навіть не згадують відомих персонажів Ольстерського циклу, а ті, що згадують, імовірно були трохи перероблені після його пізнішого розширення за рахунок Таїна та ростом популярності.

## Адаптації
Ольстерський цикл став джерелом для ірландських письменників епохи гельського відродження на рубежі XX століття. У «Кухуліні з Мюртемне» Ізабелли Августи Грегорі (1902 рік) було переказано більшість важливих історій циклу, так само, як і «Кухуліні для хлопчиків» Елеонори Халл, адаптованому для молодших читачів у 1904 році. Вільям Батлер Єйтс написав серію п'єс — «На березі Бейла» (1904 рік), «Дейрдра» (1907 рік), «Зелений шолом» (1910 рік), «У яструбиної криниці» (1917 рік), «Лише ревнощі Емера» (1919 рік) та «Смерть Кухуліна» (1939 рік) і поему «Боротьба Кухуліна з морем» (1892 рік), засновані на легендах. Також він завершив незакінчену п'єсу Джона Міллінгтона Сінга «Дейрдра у скорботі» (1910 рік), у співпраці з вдовою Синга - Моллі Олгуд 
До більш пізніх літературних адаптацій належать дитячий роман Розмарі Саткліфф «Гонча Ольстера» (1963 рік), «Червона гілка» Моргана Левеліна (1989 рік), роман Патрісії Фінні «Тінь від чайок» (1977 рік) та п'єса Вінсента Вудса «Плач Небес» (2005 рік). Ренді Лі Ейкхофф також створив серію із шести новелістичних перекладів та переказів, починаючи з «Рейду» (2000 рік).
Частини циклу були адаптовані як вебкомікси, включаючи «Набіг на худобу Кулі» Патріка Брауна, сконцентрований на Кухуліні та «Про бика» М. К. Ріда, побудованому навколо королеви Медб.
Драматична музична програма «Герой кельтів» у серії «Радіо-казки», створеної для Національного громадського радіо була заснована на історії ольстерського циклу «Тохмарк Емір».